# Felix Alen
Felix Alen (Diest, 31 maart 1950 – aldaar, 10 september 2021) was een Belgische kok.

## Levensloop
Na zijn opleiding aan de hotelschool COOVI in Anderlecht werkte hij als kok voor het Koninklijk Paleis van Brussel. In 1970 opent Felix Alen zijn traiteurzaak in Diest. In 1972 won hij een competitie om de Beste Juniorkok van België en in 1974 kaapte hij de titel Beste Witloofkok van België weg. In 1975 startte hij als zelfstandige met zijn Banket- en Degustatiesalons Hof te Rhode in Schaffen, bij Diest.
Felix Alen werd echter ook en vooral bekend voor zijn radio- en televisieoptredens, boeken en initiatieven in de culinaire wereld. Gedurende vijf jaar was hij het gezicht van het programma Eén voor iedereen op de toenmalige BRTN, waarmee hij de eerste celebritychef van Vlaanderen werd.  In 1999 opende hij het eerste Culinair Cultureel Centrum Xaverius in België.
Alen overleed op 71-jarige leeftijd aan de gevolgen van kanker.

## Radio en tv
- Eén voor iedereen: BRTN
- Varken zoekt kok: Vitaya
- Wintergrillen: Vitaya
- Pottekijken: regionale tv-zenders
- De Kasteelkeuken: VTM
- Zuidkant: Radio 1
- Dagelijks kookpraatje met Rani De Coninck: Family Radio
- ‘Culinaire Kerst hulplijn’ Radio Donna